# Dießbach-Stausee
Le Dießbach-Stausee se situe dans la zone du village de Pürzlbach, à l'est de la commune de Weißbach bei Lofer dans le Land de Salzbourg en Autriche. Avec une surface d'eau de 26 hectares, le lac de barrage est la seule plus grande eau stagnante dans la Saalforste. Il appartient à la réserve naturelle des Préalpes orientales septentrionales dans les Alpes de Berchtesgaden.

## Géographie
Le Dießbach, qui part au sud du Großes Palfelhorn et à l'ouest du Grosser Hundstod, coule autour du Seehorn sur le côté est et est barré à partir de 1961 dans la région de l'alpage du Dießbach, au sud du Seehorn. L'alpage est mentionné dans un document dès 1386 et est complètement inondé par le réservoir.
Le Dießbach-Stausee se trouve sur la voie normale du refuge d'Ingolstadt. À l'ouest du lac se trouve le Kallbrunnalm, le plus grand alpage de la zone frontalière entre la Bavière et l'Autriche.

## Centrale électrique
Le barrage en remblai a une hauteur maximale de 36 mètres et un volume utilisable de 4,92 millions de m³, le sommet de la structure est à 1 417 m d'altitude. 
La centrale électrique de Dießbach (centrale à stockage annuel) entre en service en 1964, l'expansion finale est réalisée en 1967, lorsque le Weißbach et le Kallbrunnbach alimentent le lac de Dießbach.
Le transfert est l'un des plus raides d'Europe et draine le réservoir du sud vers la Saalach.